# N.O.R.E.
Victor Santiago, Jr. (Nova Iorque, 6 de setembro de 1976), mais conhecido pelo nome artístico N.O.R.E. (antigamente Noreaga), é um rapper americano.
Ele é um membro do grupo Capone-N-Noreaga (C-N-N), juntamente com Capone. Ele nasceu de mãe afro-americana e pai porto-riquenho. Ele tem seu estilo próprio, mistura do hip hop e reggaeton.
Ele também colaborou com Nina Sky, Daddy Yankee, Fat Joe, Chingo Bling, Lil Rob, e Lumidee. N.O.R.E. Também fundou sua própria gravadora, Thugged Out Militainment.

## Discografia
- N.O.R.E. (como Noreaga) (1998)
- Melvin Flynt – Da Hustler (como Noreaga) (1999)
- God's Favorite (2002)
- Noreality (2007)
- Student of the Game (2013)
- Melvin Flynt II: Da Final Hustle (A ser anunciado)
- Drunk Uncle (2016)